# Trigal verde con ciprés
Trigal verde con ciprés es un óleo sobre lienzo realizado por el pintor holandés Vincent van Gogh en 1889 de un trigal verde con un ciprés cercanos a su residencia cuando estaba interno en el Monasterio de Saint-Paul-de-Mausole de Saint-Rémy-de-Provence. Se conserva en la Galería Nacional de Praga.